# Pelargonium incarnatum
Pelargonium incarnatum är en näveväxtart som först beskrevs av Carl von Linné, och fick sitt nu gällande namn av Conrad Moench. Pelargonium incarnatum ingår i släktet pelargoner, och familjen näveväxter. Inga underarter finns listade i Catalogue of Life.